# Dactyloscopus fallax
Dactyloscopus fallax är en fiskart som beskrevs av Dawson, 1975. Dactyloscopus fallax ingår i släktet Dactyloscopus och familjen Dactyloscopidae. Inga underarter finns listade i Catalogue of Life.